# Edgar Page
Edgar Wells Page (Wolverhampton, West Midlands, 1884. december 31. – Wolverhampton, West Midlands, 1956. május 12.) olimpiai bajnok brit gyeplabdázó.
A londoni 1908. évi nyári olimpiai játékokon indult, mint gyeplabdázó. Ezen az olimpián négy brit csapat is indult, de mindegyik külön nemzetnek számított. Ő az angol válogatott tagja volt. Az ír válogatottat győzték le a döntőben.
Az első világháborúban mutatott bátorságáért Hadikereszttel tüntették ki.